# Platylabus oehlkei
Platylabus oehlkei är en stekelart som beskrevs av Heinrich 1972. Platylabus oehlkei ingår i släktet Platylabus och familjen brokparasitsteklar. Inga underarter finns listade i Catalogue of Life.